# Camponotus mitis
Camponotus mitis är en myrart som först beskrevs av Smith 1858.  Camponotus mitis ingår i släktet hästmyror, och familjen myror. Inga underarter finns listade.